# جايسون أوسبورن
جايسون أوسبورن (بالألمانية: Jason Osborne)‏ هو مجدف ألماني، ولد في 20 مارس 1994 في ماينتس في ألمانيا.

## وصلات خارجية
- جايسون أوسبورن على موقع الاتحاد الدولي للدراجات (الإنجليزية)
- جايسون أوسبورن على موقع إحصائيات الدراجات الإحترافية (الإنجليزية)
- جايسون أوسبورن على موقع الاتحاد الدولي للتجديف (الإنجليزية)
- جايسون أوسبورن على موقع اللجنة الأولمبية الدولية (الإنجليزية)
- جايسون أوسبورن على موقع أوليمبيديا (الإنجليزية)
- جايسون أوسبورن على موقع اللجنة الأولمبية الألمانية (الألمانية)